# Schenkia spicata
Schenkia spicata är en gentianaväxtart som först beskrevs av Carl von Linné, och fick sitt nu gällande namn av G.Mans.. Schenkia spicata ingår i släktet Schenkia och familjen gentianaväxter. Inga underarter finns listade i Catalogue of Life.